# Charles Edward Faxon
Charles Edward Faxon (21 de enero de 1846 - 6 de febrero de 1918) fue un profesor, botánico, ilustrador, y pteridólogo estadounidense.

## Biografía
Aborigen de Jamaica Plain, Massachusetts. En 1867 recibió su licenciatura en ingeniería civil por la Escuela Científica Lawrence de Cambridge (Massachusetts).
De 1879 a 1884, fue profesor de botánica en el Instituto Bussey. Faxon estaba bien informado en lo que respecta a la flora de New England, y en 1882 se unió al personal de la Arnold Arboretum. Allí se hizo cargo del desarrollo del herbario y biblioteca. Trabajó estrechamente con Charles Sprague Sargent (1841 hasta 1927), el director del arboreto.

## Algunas publicaciones
- Beautiful Ferns: From Original Water-color Drawings After Nature. Con Daniel Cady Eaton, James Henry Emerton. Ilustraron Charles Edward Faxon, y James Henry Emerton. Ed. Estes & Lauriat, 88 p. 1886
- Sphagna Boreali-Americana Exsiccata. Con Daniel Cady Eaton. Ed. G.F. Eaton, 12 p. 1896

Faxon creó 744 planchas de ilustraciones de la obra de Sargent "Silva of North America". Además de esas ilustraciones, proveyó de la obra ilustrativa a las siguientes publicaciones de Sargent:
- "Manual of the Trees of North America (exclusive of Mexico)", 664 ilus. 872 p. ISBN 1149853468, ISBN 9781149853467
- "Garden and Forest", 285 ilus.
- "Forest Flora of Japan", 1894.

- "Trees and Shrubs: Illustrations of New Or Little Known Ligneous Plants", 1902 a 1913.

- La abreviatura «Faxon» se emplea para indicar a Charles Edward Faxon como autoridad en la descripción y clasificación científica de los vegetales.[1]